# Навай, Филипп де Монто де Бенак
Филипп де Монто де Бенак, герцог де Навай (фр. Philippe de Montaut-Bénac, duc de Navailles; ок. 1619 — 5 февраля 1684, Ла-Рошель) — известный французский военачальник второй половины XVII в., маршал и пэр Франции.

## Биография и военная карьера
Сын Филиппа де Монто (1576—1654), барона де Бенака, будущего герцога де Лаведана и пэра Франции. В юные годы служил пажом у кардинала Ришельё, впоследствии, по примеру многих своих родственников, посвятил себя карьере военного.
С 1637 года — ансэнь, а с 1640 года — капитан в Морском полку кардинала, затем командир полка Навайля; в 1646 году стал бригадиром, в 1650 году — генерал-лейтенантом, а в 1675 году — маршалом Франции.
Путь полководца начал в 1641—1644 годах в Италии под командованием принца Томаса Савойского и герцога де Лонгвиля.
В период Фронды примыкал к Мазарини, пользовался доверием кардинала, исполнял секретные поручения и содействовал его возвращению во Францию. В 1658 году был назначен командующим французским воинским контингентом в Италии и чрезвычайным послом Франции в итальянских государствах. Впав в немилость у Людовика XIV, на несколько лет был удален от двора.
С 1666 года — военный губернатор Ла-Рошели. Командовал французским экспедиционным корпусом, отправленным в 1669 году в помощь венецианцам на остров Крит, который осаждался турками, но из-за военных неудач вновь оказался в опале.
В ходе Голландской войны — главный военный инспектор территорий, присоединенных к Франции по итогам Вестфальского мира; руководил обороной областей Бургундии, участвовал во втором завоевании Франш-Конте (1674) и сражении при Сенефе (1674 год).
В 1675—1679 годах — командующий французской армией в Каталонии.
В 1683 году по просьбе Людовика XIV занял почетную должность наставника при его племяннике — юном герцоге Шартрском, будущем регенте Франции Филиппе II Орлеанском.

## Брак
Был женат на Сюзанне де Бодеан-Парабер (ум. в 1700 году), дочери Шарля де Бодеана, графа де Нейяна, губернатора Ниора, которая в течение нескольких лет занимала должности фрейлины королевы-матери Анны Австрийской и хранительницы гардероба королевы Марии Терезии, но, попав в немилость из-за интриг, была удалена от двора по требованию Людовика XIV. Имел в браке шестерых дочерей и сына Филиппа, маркиза де Навая, также избравшего карьеру военного и погибшего в 1678 году при осаде Пучсерды в Каталонии.

## Сочинения
В своих кратких «Мемуарах герцога де Навая и де Ла Валетта, пэра и маршала Франции…», вышедших семнадцать лет спустя после его смерти, в 1701 году, автор почти не касается политики, не делает скандальных разоблачений и практически не дает оценок деятельности современников, предпочитая описывать вехи своей военной карьеры, ход боевых действий той или иной кампании и сражения, в которых принимал личное участие. В 1861 г. «Мемуары…» были переизданы конволютом с близкими им по охвату событий «Мемуарами маркиза де Шуппа, генерал-лейтенанта королевской армии» и снабжены подробными примечаниями и комментариями. Русский перевод Я. С. Семченкова — в военно-историческом журнале «Рейтар» № 49, М., 2010 г.